# Ataque ao porto de Berdyansk
O ataque ao porto de Berdiansk foi um ataque realizado por forças ucranianas contra navios da Marinha Russa atracados no porto de Berdiansk, ocupado pelos russos, no território da Ucrânia em 24 de março de 2022, durante a invasão russa da Ucrânia. O navio de desembarque Saratov foi destruído, e um outro navio de desembarque sofreu danos, mas foi capaz de deixar o porto. Na época, foi a perda naval mais pesada sofrida pela Rússia durante a invasão e um dos sucessos mais significativos da Ucrânia.

## Captura e ocupação de Berdiansk

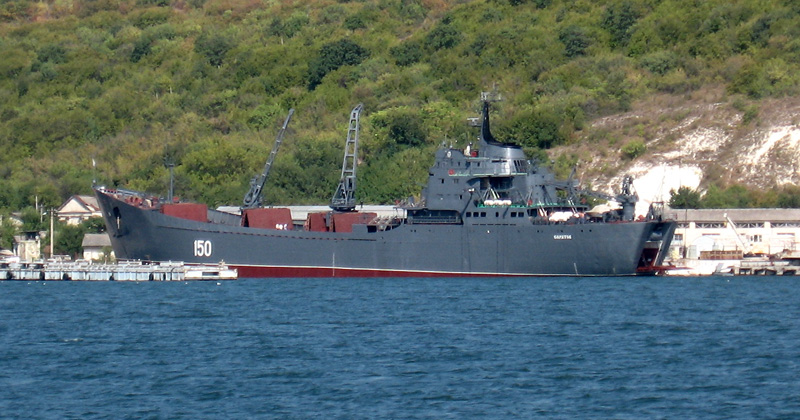
Saratov em Sebastopol, 2007

Em 26 de fevereiro de 2022, tropas russas capturaram o porto de Berdiansk e o aeroporto de Berdiansk. No dia seguinte, os militares russos assumiram o controle total da cidade.
A partir de 14 de março, o porto foi usado como centro logístico pelos russos para apoiar sua ofensiva no sul da Ucrânia e, em particular, o cerco de Mariupol. Em 21 de março, a mídia russa Zvezda informou sobre a chegada de transportes anfíbios em Berdiansk. Um oficial da marinha russa descreveu o evento como "um evento marcante que abrirá possibilidades logísticas para a Marinha do Mar Negro.

## Ataque
O ataque ocorreu às 7h45 do dia 24 de março. Durante o confronto o navio de desembarque Saratov causou uma grande explosão, pois o navio estava aparentemente carregado de munição. A explosão causou danos a duas Ropucha-class próximas, os navios de desembarque, Caesar Kunikov e  Novocherkassk. Ambos os navios escaparam do porto enquanto lutavam contra seus próprios incêndios e depois retornaram à Crimeia. Outros danos incluíram grandes tanques de petróleo no cais e um navio mercante próximo que estava ancorado lá desde antes da invasão, ambos ainda em chamas no dia seguinte.
Autoridades ucranianas alegaram que o ataque foi realizado com um míssil balístico tático OTR-21 Tochka.

## Consequências
Imagens de satélite confirmaram mais tarde que o Saratov havia afundado no porto, com sua superestrutura visível acima da superfície. Relatórios não confirmados sugeriram que oito tripulantes foram mortos no Caesar Kunikov e três no Novocherkassk, mas as perdas no Saratov não foram relatadas.
A inteligência britânica avaliou que o naufrágio do Saratov prejudicaria a confiança da Marinha Russa em operar perto da costa ucraniana. Em 31 de março, nenhuma outra tentativa de reabastecimento com navios anfíbios havia sido observada, de acordo com o Departamento de Defesa dos Estados Unidos.